# Suining
Suining (en chino, 遂宁; pinyin, Suìníng (escuchar)ⓘ; en sichuanés, Xu4nin2) es una ciudad-prefectura en la provincia de Sichuan, República Popular de China. A una distancia aproximada de 140 kilómetros de la capital provincial. Suiníng está situada en la parte central de la Cuenca de Sichuan, el setenta por ciento de su territorio es montañoso. Limita al norte con Mianyang, al sur con Ziyang, al este con Deyang y al este con  Chongqing. Su área es de 5322 km² y su población total para 2010 superó los 3,25 millones de habitantes. 

## Administración
La ciudad prefectura de Suining se divide en 5 localidades que se administran en 2 distritos urbanos y 3 condados rurales.
- Distrito Chuanshan 船山区
- Distrito Anju 安居区
- Condado Pengxi 蓬溪县
- Condado Shehong 射洪县
- Condado Daying 大英县

## Toponimia
El topónimo Suining [/suéi-ning/] se compone de los sinogramas Sui que significa 'lograr'  y Ning que significa 'tranquilidad, dicha combinación "Sui Ning" como nombre de lugar, se originó en la Dinastía Jin.
Durante el periodo de los Dieciséis Reinos, el territorio de Suining pertenecía al Reino Cheng Han. En esa época, los gobernantes de los distintos reinos estaban inmersos en constantes guerras, y dentro del Reino de Cheng Han también había luchas internas, lo que causaba un gran sufrimiento al pueblo. 
En el 347 AD, el general Huan Wen de los Jin Orientales, lanzó una campaña y conquistó el Reino Cheng Han, poniendo fin a más de 50 años de conflicto en la región. Cuando Huan Wen regresaba victorioso y pasó por este lugar, encontró un ambiente de paz y tranquilidad. Por ello, estableció una prefectura y le dio el nombre de "Suining", de la frase 'sofocar la guerra y lograr la tranquilidad (平息战乱，达到安宁).

## Clima
Suining se encuentra en el centro de la cuenca de Sichuan, en el tramo central del río Fu. Si bien gran parte de la prefectura es montañosa, el área urbana en sí, ocupa 40 kilómetros cuadrados (15 millas cuadradas), está ubicada en un terreno llano.
Suining tiene un clima subtropical húmedo influenciado por el monzón (Köppen Cwa) y es en gran parte templado y húmedo, con cuatro estaciones distintas. El invierno es corto, templado y con niebla, aunque la precipitación es baja. Enero tiene un promedio de 6.6 °C, y aunque pueden ocurrir heladas, la nieve es rara. Los veranos son largos, calurosos y húmedos, con un promedio diario en julio y agosto de alrededor de 27 °C, siendo agosto un poco más cálido. Las precipitaciones son escasas en invierno y pueden ser intensas en verano, y el 75% del total anual se produce de mayo a septiembre.
| Parámetros climáticos promedio de Suining (1971−2000) | Parámetros climáticos promedio de Suining (1971−2000) | Parámetros climáticos promedio de Suining (1971−2000) | Parámetros climáticos promedio de Suining (1971−2000) | Parámetros climáticos promedio de Suining (1971−2000) | Parámetros climáticos promedio de Suining (1971−2000) | Parámetros climáticos promedio de Suining (1971−2000) | Parámetros climáticos promedio de Suining (1971−2000) | Parámetros climáticos promedio de Suining (1971−2000) | Parámetros climáticos promedio de Suining (1971−2000) | Parámetros climáticos promedio de Suining (1971−2000) | Parámetros climáticos promedio de Suining (1971−2000) | Parámetros climáticos promedio de Suining (1971−2000) | Parámetros climáticos promedio de Suining (1971−2000) |
| Mes                                                   | Ene.                                                  | Feb.                                                  | Mar.                                                  | Abr.                                                  | May.                                                  | Jun.                                                  | Jul.                                                  | Ago.                                                  | Sep.                                                  | Oct.                                                  | Nov.                                                  | Dic.                                                  | Anual                                                 |
| ----------------------------------------------------- | ----------------------------------------------------- | ----------------------------------------------------- | ----------------------------------------------------- | ----------------------------------------------------- | ----------------------------------------------------- | ----------------------------------------------------- | ----------------------------------------------------- | ----------------------------------------------------- | ----------------------------------------------------- | ----------------------------------------------------- | ----------------------------------------------------- | ----------------------------------------------------- | ----------------------------------------------------- |
| Temp. máx. media (°C)                                 | 9.8                                                   | 12.3                                                  | 16.9                                                  | 22.7                                                  | 26.9                                                  | 29.1                                                  | 31.5                                                  | 32.2                                                  | 26.6                                                  | 21.4                                                  | 16.5                                                  | 11.2                                                  | 21.4                                                  |
| Temp. mín. media (°C)                                 | 4.1                                                   | 5.9                                                   | 9.4                                                   | 14.1                                                  | 18.4                                                  | 21.4                                                  | 23.6                                                  | 23.5                                                  | 19.9                                                  | 15.3                                                  | 10.4                                                  | 5.7                                                   | 14.3                                                  |
| Precipitación total (mm)                              | 14.5                                                  | 14.8                                                  | 25.0                                                  | 63.6                                                  | 104.0                                                 | 131.5                                                 | 198.1                                                 | 143.3                                                 | 122.8                                                 | 65.5                                                  | 29.9                                                  | 14.6                                                  | 927.6                                                 |
| Días de precipitaciones (≥ 0.1 mm)                    | 8.1                                                   | 8.2                                                   | 9.8                                                   | 12.1                                                  | 13.1                                                  | 13.8                                                  | 13.3                                                  | 10.4                                                  | 14.7                                                  | 14.1                                                  | 10.1                                                  | 7.5                                                   | 135.2                                                 |
| Fuente: Weather.com.cn                                |                                                       |                                                       |                                                       |                                                       |                                                       |                                                       |                                                       |                                                       |                                                       |                                                       |                                                       |                                                       |                                                       |